# Карбазол
Карбазо́л (англ. Carbazole) — ароматична гетероциклічна органічна сполука. Має трициклічну структуру, що складається з двох шестичленних бензенових кілець, сплавлених по обидва боки п'ятичленного азотовмісного кільця. Структура сполуки базується на структурі індолу, але друге бензенове кільце зливається з п'ятичленним кільцем у положенні 2–3 індолу (що еквівалентно подвійному зв'язку 9a — 4a у карбазолі відповідно).
Карбазол є складовою частиною тютюнового диму.

## Синтез
Класичним лабораторним органічним синтезом карбазолу є циклізація Борше—Дрекселя.
На першому етапі фенілгідразин конденсується з циклогексаноном до відповідного іміну. Другий етап — каталізована соляною кислотою реакція перегрупування та реакція замикання кільця на тетрагідрокарбазол. В одній модифікації обидві стадії з'єднуються в одну, проводячи реакцію в оцтовій кислоті. На третьому етапі ця сполука окислюється червоним суриком до самого карбазолу.
Ще однією класикою є синтез карбазолу Бюхерера, який використовує нафтол та арилгідразин.
Третім методом синтезу карбазолу є реакція Греба–Ульмана.
На першому етапі N-феніл-1,2-діамінобензол (N-феніл-о- фенілендіамін) перетворюється в діазонієву сіль, яка миттєво утворює 1,2,3-триазол. Триазол нестійкий, при підвищених температурах з нього виділяється азот і таким чином утворюється карбазол.

## Застосування
Аміноетилкарбазол використовується у виробництві пігменту фіолетового кольору 23.

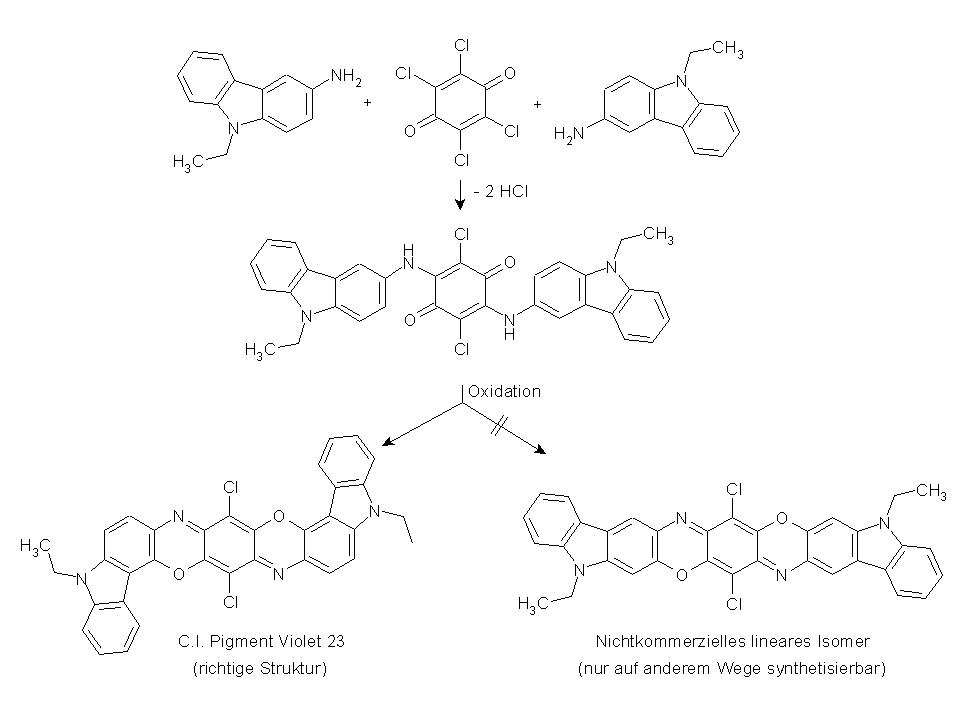
Синтез фіолетового пігмента 23 CI:

## Родинні ароматичні сполуки
- Індолін
- Індол
- Карболін
- Флуорен
- Пірол
- N-вінілкарбазол